# Adolf Ziegler
Adolf Ziegler, född 16 oktober 1892 i Bremen, död 18 september 1959 i Varnhalt, som numera tillhör Baden-Baden, var en tysk målare och nationalsocialistisk myndighetsutövare vad gäller konst. Åren 1936–1943 var han president för Reichskammer der bildenden Künste, en likriktande riksorganisation för tyska bildkonstnärer, och svarade bland annat för den statliga konfiskeringen av modern konst på tyska museer och offentliga platser. Han ledde också kampanjarbetet kring vandringsutställningen Entartete "Kunst" (1937–1941). Som målare gjorde Ziegler sin debut vid 44 års ålder på Große Deutsche Kunstausstellung i München, vilken han själv var jurymedlem för. Här bidrog han årligen från 1937 fram till 1943 med stilleben, porträtt och framför allt kvinnliga nakenakter med allegoriska övertoner.

## Utbildning och verksamhet fram till 1933
Efter avlagd Mittlere Reife (realskoleexamen i Sverige) 1909, skrev Adolf Ziegler som son till en arkitekt in sig för tre terminers konstutbildning vid en förberedande konstskola i Weimar, där etsaren, porträttören och genremålaren Max Thedy (1858–1924) undervisade. Därefter gick han vidare till Münchens konstakademi, där han antogs som teckningselev till Angelo Jank. Från denna tid kommer oljemålningen Sitzender Akt (1912). Åren 1914–1918 deltog han som soldat i första världskriget, varpå han fortsatte studierna vid akademin i München fram till 1924. Möjligen tog han under denna tid också del av Karl Caspars undervisning där. Från 1924 till 1933 verkade Ziegler som fri konstnär i München. För sin försörjning målade han "medvetet beskedliga porträtt och blomsteruppsättningar" till försäljning i "konservativt borgerliga kretsar". Han lärde känna mecenaten och industrimannen Albert Pietzsch (1874–1957), vars adoptivdotter han äktade 1926. Pietzsch hörde till de tidiga anhängarna av NSDAP. Ziegler, som lär ha rådfrågats av Adolf Hitler i "konstnärliga spörsmål", blev själv medlem av nazistpartiet den 16 februari 1929,  men även i den miljön var det svårt att hitta nya kunder. Därför emigrerade Ziegler 1931–32 till Chile med sin fru som kom från Valparaíso, med förhoppningen att han skulle kunna leva på sin bildkonst där. Men utan framgång återvände han 1932 till Tyskland.

## Nazitysklands tidevarv

### Akademisk och politisk karriär
Med nazisternas maktövertagande började en snabb karriär inom Münchens konstakademi för målaren som aldrig hade ställt ut. I oktober 1933 kandiderade Adolf Ziegler till en professur där och erhöll denna den 1 november. Tjänsten var inriktad på "målarteknik" med en professors undervisningsuppgifter. 21 april 1934 utnämndes Ziegler till ordinarie professor i "teckning och måleri på traditionell grund" av den bayerske kultusministern Hans Schemm. Enligt konsthistorikern Christian Fuhrmeister (född 1963) var utnämningen enbart en följd av konstpolitik, för i ämnet måleriteknik hade akademin redan fyra professorer.
Utöver detta gjorde han även politisk karriär. 1934 blev han vicepresident i Reichskammer der bildenden Künste, och 1935 medlem av riksorganisationen för all kulturverksamhet, Reichskulturkammer. I nazistpartiets riksledning agerade han från åtminstone detta år som sakkunnig i konstfrågor. Samma år tilldelades han även utmärkelsen NSDAP:s partitecken i guld. 

### Aktioner mot konstnärlig frihet
I egenskap av vicepresident i riksorganisationen för konstnärer stängde Adolf Ziegler 1936 utställningen Malerei und Plastik in Deutschland 1936. Detta var det oberoende konstnärsförbundet Deutscher Künstlerbunds årliga utställning, i arrangemang av Hamburgs konstförening Kunstverein in Hamburg, och var tänkt som bidrag till Olympiska spelen 1936. Stängningen betraktas som en ny fas av nationalsocialisternas förföljelse av modern konst, där en omfattande statlig och systematisk konfiskering av verk också skulle ingå.
Den 1 december 1936 utsågs Ziegler till president för den riksomfattande Reichskammer der bildenden Künste. Två av konstakademins ateljéer i München lät han inreda till en stor Präsidialbüro, ett kontor för sin verksamhet. Ziegler var nu högsta ansvarig för genomförandet av en nationalsocialistisk konstpolitik i landet. Denna politik innebar "att icke-konformistisk konst blev oacceptabel och att konstnärlig frihet blev ersatt av en anknytning till folk och 'ras'".
I denna ställning var Ziegler även fortsättningsvis ansvarig för repressiva åtgärder mot modern konst. Genom ett dekret utfärdat den 30 juni 1937 fick han i uppdrag av regeringen att rensa bort all så kallad entartete Kunst från offentliga platser och museer i riket. Under hans ledning beslagtogs över 20 000 verk. Till sin hjälp hade han bland andra konterfejaren och skribenten Wolfgang Willrich (1897–1948) och konsthistorikern tillika museichefen och SS-Obersturmführern Klaus Graf von Baudissin (1891–1961). Båda medverkade också vid organiseringen av propagandautställningen Entartete "Kunst" i Münchens Hofgarten, vilken öppnade den 19 juli 1937. Baudissin hade redan sommaren 1933 arrangerat en liknande utställning i Stuttgarts Kronprinzenpalais, på temat "konst i sönderfallets tjänst", med bland annat verk av de politiska motståndarna George Grosz och Otto Dix, vilka båda också återfanns här. Vid öppnandet i Hofgarten höll Ziegler ett tal som lyfte fram syftet. Han sa bland annat:
| ” | Här omkring oss ser ni ett virrvarr av vansinne, oförskämdhet, oskicklighet och fördärv. Vi blir alla lika skakade och äcklade av det som visas här... Museichefers enträgna behov av att enbart visa upp det sjukliga och urartade har jag velat ge prov på... Tiden räcker inte till, mina Volksgenossen, för att här visa er alla de förbrytelser inom tysk konst som dessa slynglar har tillåtit sig, som föregångare till och på uppdrag av den internationella judendomen. | „ |

### Egen verksamhet som målare
Egna målningar offentliggjorde Adolf Ziegler först från 1937, och det var på utställningar som han själv var medarrangör av. Vid en utställning med samtida tysk konst i Paris tilldelades han ett pris. De bilder han ställde ut där visades även på Venedigbiennalen 1937. Verk av Ziegler fanns också till beskådan på en framträdande plats vid den första Große Deutsche Kunstausstellung i München, vilken öppnade med ett radiosänt invigningstal av Hitler den 18 juli 1937, en dag före utställningen Entartete "Kunst".
Kännetecknande för Zieglers konst är storskaliga nakenmålningar, utförda i akademisk-realistisk stil. Elaka tungor utnämnde honom därför till Reichsschamhaarmaler, "riks-könshårsmålare" eller Meister des deutschen Schamhaars, "de tyska könshårens mästare". Die vier Elemente, den triptyk som visades på alla de tre nämnda utställningarna, köptes av partiet och hängdes upp i Hitlers representationsbyggnad Führerbau i München. Triptyken förkroppsligade det "typiska för den nationalsocialistiska rasteorins ideal", med sina allegoriska kvinnoakter och porträtt. Zieglers bilder föll särskilt Hitler i smaken. De publicerades även i Alfred Rosenbergs konsttidskrift Die Kunst im Deutschen Reich. De spreds dessutom som konstreproduktioner vida kring och som vykort. Denna verkan är smått häpnadsväckande med tanke på att Adolf Ziegler inte ställde ut mer än 10 målningar allt som allt. Konsthistorikern Fuhrmeister, som forskar vid Zentralinstitut für Kunstgeschichte i München, påpekar att detta breda mottagande av Zieglers verk inte berodde på deras estetiska kvaliteter utan på deras ideologiska dimension och på Zieglers makt som konstfunktionär, där propagandans alla medel stod till hans förfogande. Partiets köp till Führerbau hade dessutom en "förädlande verkan"; bilderna blev bättre bara av det skälet.

### Onåd
Adolf Ziegler blev 1943 fängslad av Gestapo och satt i  koncentrationslägret Dachau under en månad, från 13 augusti till 15 september, på grund av defaitistiska uttalanden, men släpptes på Hitlers personliga order och tilläts att pensionera sig.

## Efter kriget
Efter kriget avnazifierades Adolf Ziegler i egenskap av Mitläufer, en medlöpare. Entartete Kunst-talet från vernissagen 1937 ville han själv bara se "som ett opolitiskt tal inför en konstutställning". För övrigt hade han svårt att hävda sig som målare. Han levde i tysthet i närheten av Baden-Baden de sista åren av sitt liv.